# Alice Davenport

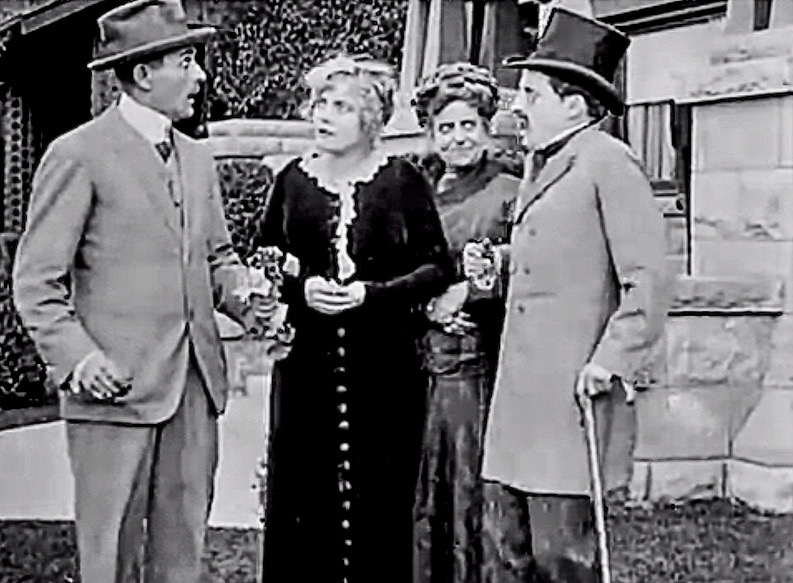
Henry Lehrman, Virginia Kirtley, Alice Davenport i Charlie Chaplin en un fotograma de la pel·lícula "Making a Living" (1914)

Alice Davenport (Nova York, 29 de febrer de 1864 – Los Angeles, 24 de juny de 1936) va ser una actriu de teatre i cinema mut estatunidenca.

## Biografia
Alice Shepphard o Shepard (Alice Davenport) va néixer a Nova York el 1864 tot i que algunes fonts situen el seu naixement el 1853. Va ser una actriu infantil fent el seu debut al teatre el 1969. Va actuar en més de 800 sessions abans de passar-se al cinema. El 1893 es va casar l'actor i director Harry Bryant Davenport amb qui va tenir dues filles, Anne i Dorothy, la qual va ser una actriu d'èxit, directora, productora i guionista. La parella es va divorciar el 1896. Després d'una primera pel·lícula per a la Nestor el 1911, “The Best Man Wins”, l'any següent va passar a forma part de la Biograph. Allà actuaria en 8 pel·lícules, la gran majoria dirigides per Mack Sennett. Aquell mateix any Sennett abandonà la Biograph per crear la seva pròpia companyia, la Keystone, i alguns actors com Mabel Normand, Ford Sterling o ella mateixa el van seguir en aquesta aventura. A la Keystone actuà en més de 75 pel·lícules entre 1912 i 1917 actuant al costat d'actors com Charles Chaplin, Mabel Normand o Roscoe Arbuckle. Se l'anomenava “mare Davenport” i molt sovint donava la rèplica a Ford Sterling. El 1916, després d'haver aparegut en més de 200 pel·lícules, va canviar a la Kalem i a la Rolin abans de retornar a la Keystone el 1917 per un breu temps i acabar a la Fox. Va morir el 1936.

## Filmografia

### Primeres pel·lícules
Davenport va iniciar la seva carrera cinematogràfica el 1911 amb la Nestor en la que només es coneix la seva participació en una pel·lícula. El 1912 va actuar per a la Biograph.
- The Best Man Wins (1911)
- The Engagement Ring (1912)
- Pants and Pansies (1912)
- Lily’s Lovers (1912)
- A Near-Tragedy (1912)
- Got a Match? (1912)
- A Spanish Dilemma (1912)
- The Love Trail (1912)
- The Leading Man (1912)

### Anys a la Keystone
Amb un breu parèntesi el 1916, va treballar per a la Keystone amb la que realitzà la major part de la seva filmografia.
- Stolen Glory (1912)
- Ambitious Butler (1912)
- Mabel's Lovers (1912)
- At It Again (1912)
- Pat's Day Off (1912)
- Brown's Seance (1912)
- The Drummer's Vacation (1912)
- Hoffmeyer's Legacy (1912)
- Mabel's Stratagem (1912)
- A Double Wedding (1913)
- For Lizzie's Sake (1913)
- The Mistaken Masher (1913)
- Just Brown's Luck (1913)
- That Ragtime Band (1913)
- Toplitsky and Company (1913)
- Passions, He Had Three (1913)
- The Hansom Driver (1913)
- The Tale of a Black Eye (1913)
- The Telltale Light (1913)
- Love and Rubbish (1913)
- A Noise from the Deep  (1913)
- Just Kid (1913)
- Cohen's Outings (1913)
- The Riot (1913)
- The Firebugs (1913)
- Mabel's Dramatic Career (1913)
- When Dreams Come True
- Mother's Boy (1913)  (1913)
- Schnitz the Tailor (1913)
- A Hornet's Nest (1913)
- The Under-Sheriff (1914)
- Won in a Closet (1914)
- Making a Living (1914)
- Mabel's Strange Predicament (1914)
- A Thief Catcher (1914)
- Love and Gasoline (1914)
- A False Beauty (1914)
- Tango Tangles (1914)
- Against Heavy Odds (1914)
- The Star Boarder (1914)
- Fatal High C (1914)
- The Passing of Izzy (1914)
- Mabel at the Wheel (1914)
- Caught in a Cabaret (1914)
- Caught in the Rain (1914)
- The Water Dog (1914)
- Mabel's Married Life (1914)
- Love and Bullets (1914)
- Mabel's New Job (1914)
- The Property Man (1914)
- Those Country Kids (1914)
- He Loved the Ladies (1914)
- Hello, Mabel (1914)
- The Love Thief (1914)
- Gentlemen of Nerve (1914)
- Cursed by His Beauty (1914)
- His Talented Wife (1914)
- Tillie's Punctured Romance (1914)
- Fatty's Wine Party (1914)
- The Sea Nymphs (1914)
- Among the Mourners (1914)
- Hushing the Scandal (1915)
- Rum and Wall Paper (1915)
- Mabel and Fatty's Wash Day (1915)
- Fatty and Mabel at the San Diego Exposition (1915)
- Mabel, Fatty and the Law (1915)
- The Home Breakers (1915)
- A Bird's a Bird (1915)
- Mabel and Fatty's Married Life (1915)
- From Patches to Plenty (1915)
- That Little Band of Gold (1915)
- Ambrose's Fury (1915)
- Wished on Mabel (1915)
- Mabel's Wilful Way (1915)
- Mabel Lost and Won (1915)
- Dirty Work in a Laundry (1915)
- My Valet (1915)
- His Father's Footsteps (1915)
- Fatty and the Broadway Stars (1915)
- The Worst of Friends (1916)
- Because He Loved Her (1916)
- Perils of the Park (1916)
- Fido's Fate (1916)
- Wife and Auto Trouble (1916)
- A Love Riot (1916)
- The Snow Cure (1916)
- Pills of Peril (1916)
- His Last Scent (1916)
- Maggie's First False Step (1917)
- Pinched in the Finish (1917)
- Secrets of a Beauty Parlor (1917)
- A Maiden's Trust (1917)
- His Social Rise (1917)
- The Betrayal of Maggie (1917)
- His Hidden Shame (1918)
- His Double Life (1918)
- Her Blighted Love (1918)
- Tony America (1918)
- Rip & Stitch: Tailors (1918)
- Oh, Mabel Behave (1922)

### Fora de la Keystone
Al 1916 i a partir de 1917 va actuar per a diferents productores.
- Ramona (1916, Clune Film Prod. Co.)
- Counting Out the Count (1916, Kalem)
- Luke Wins Ye Ladye Faire (1917, Rolin Films)
- Spotlight Sadie (1919, Goldwyn Pictures)
- How Dry I Am (1919, Rolin Films)
- Her Private Husband (1920, Fox Films Co.)
- His Private Wife (1920, Fox Films Co.)
- The Sleep of Cyma Roget (1920, Lejaren a'Hiller Prod.)
- Skirts (1921, Fox Films Co.)
- The Hayseed (1921, Fox Films Co.)
- Fool Days (1921, Fox Films Co.)
- The Show (1922, Larry Semon Prod.)
- Monkeying Around (1923, Hall Room Boys Photoplays)
- Unmarried Wives (1924, Gotham Prod.)
- Legend of Hollywood (1924, Charles R. Rogers Prod.)
- The Dude Wrangler (1930, K.B.S. Productions Inc.)